# Torreón
Torreón és una ciutat i municipi de Mèxic de l'estat mexicà de Coahuila de Zaragoza. El 2005 la ciutat tenia 548.723 habitants, i el municipi sencer en tenia 577.477. Tanmateix, forma una àrea metropolitana, la Comarca Lagunera, amb les ciutats de Matamoros (a Coahuila), Gómez Palacio i Lerdo (a l'estat veí de Durango), amb una població total d'1,1 milions d'habitants, la novena més gran del país, i un dels centres econòmics i industrials del nord.
Les indústries més importants de la ciutat són la metal·lúrgia, i la indústria dels productes lactis. A més hi ha fàbriques tèxtils, electròniques, d'automòbils, i de cervesa. Tot i que en el passat era una regió molt productiva en ramaderia i agricultura, aquestes activitats han decaigut els últims anys en benefici de la indústria i els serveis.